# Rhodothraupis celaeno
Rhodothraupis celaeno е вид птица от семейство Cardinalidae, единствен представител на род Rhodothraupis.

## Разпространение
Видът е разпространен в Мексико и САЩ.